# Sōmen

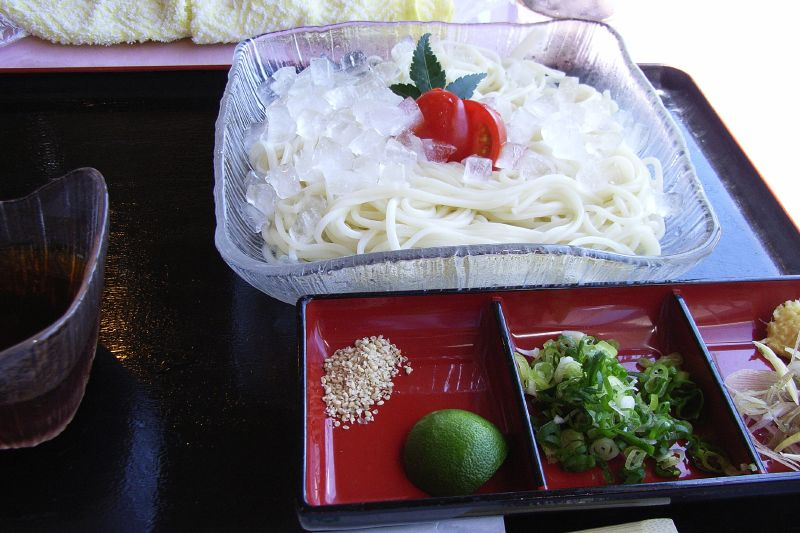
Plat de sōmen.

Les sōmen (素麺／索麺／そうめん, nouilles blanches) sont des nouilles japonaises blanches très fines, faites à base de farine de blé. On les mange généralement froides en soupe l'été.
Elles ont la particularité de cuire très rapidement. Ces nouilles peuvent être assaisonnées de mentsuyu.

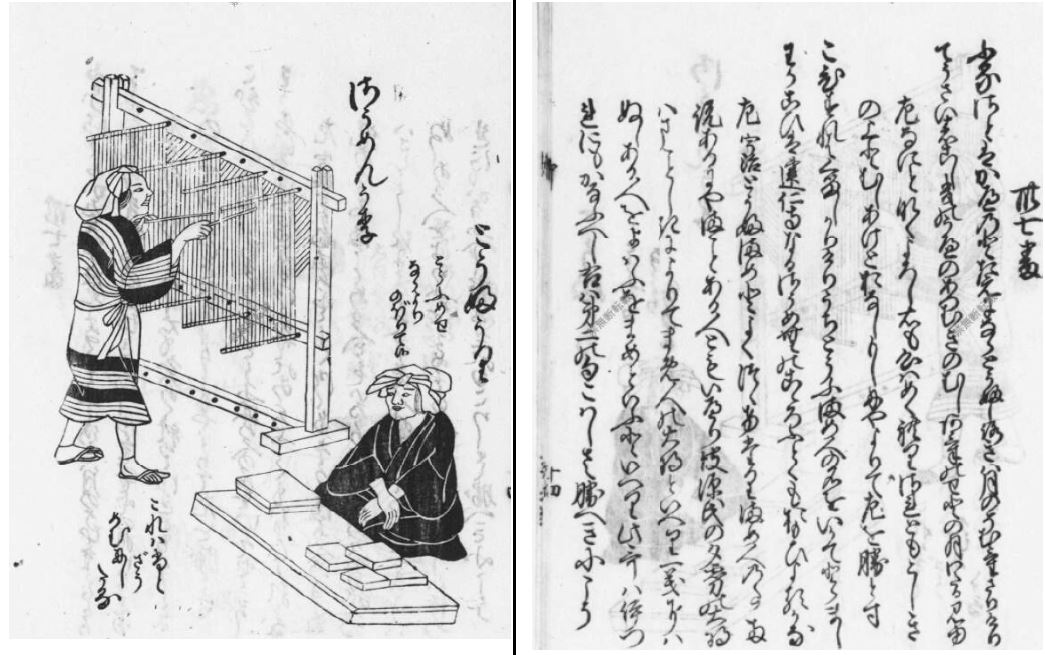
Shichijyu-ichi ban Shokunin utaawase [七十一番職人歌合] 37, Vendeur de sōmen (1500).